# Монастырь Бильдхаузен
Монастырь Бильдхаузен (нем. Kloster Bildhausen) — бывшее цистерцианское аббатство, располагавшееся недалеко от баварского города Мюннерштадт (Нижняя Франкония) и относившееся к Вюрцбургской епархии; был расположен в лесисто-холмистой местности на восточной окраине горного массива Рён; основан в 1156 году и распущен в ходе секуляризации в Баварии — в 1803 году.

## История и описание
Монастырь цистерцианцев был основан в 1156 году графом Германом фон Шталеком и его женой Гертрудой; сам граф скончался 2 октября 1156 года и был похоронен в хоре монастырской церкви. Обитель была заселёна 12 февраля 1158 года монахами, прибывшими из монастыря Эбрах. В 1158 году император Фридрих Барбаросса поместил новый монастырь, которым в тот период руководил его первый аббат Генрих (урожд. Бруно, 1158—1190), под свою защиту.
В 1161 году Бильдхаузен получил сразу несколько крупных пожертвований от епископа Вюрцбурга Германа; продолжавшиеся пожертвования постепенно сделали монастырь одним из самых богатых во регионе Франкония: в итоге, в начале XIV века здесь проживало около 40 монахов. С тех пор влияние Вюрцбургского князя-епископа на обитель было весьма значительно, что приводило к многочисленным спорам со стремящимся к аналогичному влиянию родительским монастырем в Эбрахе. В 1207 году в монастыре Бильдхаузен была организована больница, которая в 1354 году получила больничную часовню. К востоку от монастыря на холме возвышалась еще одна часовня — посвященная апостолам Петру и Павлу: она располагалась в месте, где предположительно находился замок основателя монастыря. Обе часовни были разрушены после 1803 года.
В начале XVI века наружные стены монастыря окружали комплекс из более чем восемнадцать зданий. К 1525 году монастырь пережил свой первый расцвет, отмеченный богатыми приобретениями и пожертвованиями. Во время Крестьянской войны в Германии, местная ассоциация повстанческих групп во главе с плотником Хансом Шнабелем разграбила аббатство: это произошло между Пасхой и Пятидесятницей 1525 года. Вторгшихся крестьян особенно интересовали книги, в которых были записаны их долги по десятине: повстанцы сожгли их в монастырских печах, а затем — подожгли и сам монастырь. Между 1552 и 1555 годами, во время Второй Маргравской войны, монастырю был нанесен еще более значительный ущерб — пострадали как его имущество, так и здания: в частности, была уничтожена могила основателя обители. Третьим ударом стала Тридцатилетняя война, которая также привела к значительным разрушениям: с октября 1631 года до осени 1634 года в монастыре были расквартированы шведские солдаты-протестанты, в то время как аббат Георг Кин (правил с 1618 по 1639) находился в изгнании в Кёльне. Длительная реконструкция проводилась как в XVII, так и в XVIII веках.
В период Реформации сложности переживала и духовная жизнь монастыря: так аббат Валентин II Рейнхардт (правил с 1560 по 1574 год) был обвинён в сочувствии к протестантским доктринам и арестован. Монастырь был распущен в 1803 году в ходе секуляризации: на тот момент в нём проживало 29 монахов и три конверза, а настоятелем являлся Нивард Шлимбах. В 1826 году церковь и гостевой дом были снесены; в 1897 году Доминик Рингейзен приобрел весь монастырский комплекс. Монахини из общины Святого Иосифа перебрались в уцелевшие здания и в 1929 году открыли дом для проживания людей с ограниченными возможностями — с 1996 года содержание учреждения для инвалидов было продолжено церковным фондом «Dominikus-Ringeisen-Werk». Сегодня в 13 жилых группах доступно 150 мест.